# Alfred Kuttler
Alfred Kuttler (* 28. September 1923 in Basel; † 28. Oktober 2012 in Riehen; heimatberechtigt in Basel) war ein Schweizer Jurist, Rechtswissenschaftler und Richter.

## Biografie
Der Sohn des Kaufmanns Albert Kuttler und von Rosina Meyer wuchs in der Stadt Basel auf, wo er das Gymnasium Kirschgarten absolvierte. Anschliessend studierte er Recht an der Universität Basel und promovierte 1949. Ab 1951 war er als Rechtsanwalt tätig, zwei Jahre später wählte ihn der Regierungsrat des Kantons Basel-Stadt zum Sekretär des Baudepartements. In dieser Funktion und später als Chef der Rechtsabteilung des Baudepartements war er massgeblich für die Weiterentwicklung des kantonalen Bau-, Boden- und Enteignungsrechts sowie des Schutzes von Grün- und Freiflächen verantwortlich. 1965 wurde er in die Expertenkommissionen des Bundes für Wohnungsbau und Raumplanung berufen. Kuttler erhielt die Lehrberechtigung für Verwaltungsrecht und war ab 1968 Privatdozent für öffentliches Baurecht an der Universität Basel. 1973 folgte die Ernennung zum Professor. Die Bundesversammlung wählte ihn 1979 zum Bundesrichter. Bis zu seinem Rücktritt im Jahr 1993 publizierte Kuttler zahlreiche Artikel zum Bau-, Planungs- und Enteignungsrecht, ebenso war er Mitherausgeber des Kommentars zum Schweizer Raumplanungsgesetz. 1982 verlieh ihm die ETH Zürich die Ehrendoktorwürde.